# Revenge (chanson de XXXTentacion)
Pour les articles homonymes, voir Revenge.
Singles de XXXTentacion
Gospel / Take a Step Back
(2017) Str8 Shot
(2017)
Revenge (initialement intitulé Garrett's Revenge) est une chanson écrite, produite et interprétée par le rappeur américain XXXTentacion, sortie le 18 mai 2017 en tant que premier single de son premier album studio 17 (2017),.

## Contexte
La chanson est diffusée en avant-première sur Twitter le 9 mai 2017, quelques jours avant la mort de son amie Jocelyn Flores, qui s'est suicidée le 14 mai. Dans la description de la chanson sur SoundCloud, il est dit : "Je t'aime Garette, repose en paix Jocelyn, je me vengerai du monde.".
La pochette du single est la note de suicide partiellement griffonnée de Jocelyn qui a été trouvée sur les lieux de sa mort.